# ペデル・フレドリクソン
ペデル・フレドリクソン（Peder Fredricson、1972年1月30日 - ）は、スウェーデンの障害馬術選手。
Flen Södermanland 地方の Flen 出身。東京2020オリンピック2020年東京オリンピックの馬術競技の金メダリストである。

## 東京2020までの蹄跡
2018年スウェーデンはWEGですでに来たる東京2020オリンピックへの団体出場資格を獲得していた。2021年8月7日19:00より団体決勝が行われた。アメリカとスウェーデンがそれぞれペナルティー８で上位に並んだため同日20:50よりジャンプオフ（Jump off）が行われるに至った。この競技において両国チームは共にペナルティーが無くスウェーデンチームが1.3秒が速く周回したため、金メダルを獲得するに至った。
2016 年と 2017年に  the Jerring Awardを受賞している。 2021年FEIのBest Athlete Awardを受賞している。